# کمیش‌قرغان
مهرآباد (پیشتر: کمیش‌قرغان) جماعت و شهرکی با ۹٬۷۲۰ نفر جمعیت در ناحیهٔ اشت ولایت سغد است که در شمال غربی کشور تاجیکستان قرار دارد.